# Ernst Leopold Salkowski
Ernst Leopold Salkowski (Königsberg, 11 de octubre de 1844 - Berlín, 8 de marzo de 1923) fue un bioquímico y patólogo alemán.
Director de la sección química del Instituto de Patología de Berlín, trabajó con Felix Hoppe-Seyler en Tubinga hacia 1868. También colaboraría posteriormente con Wilhelm Kühne. Estudió la generación de fenoles en la orina, la pentosuria o el uso del ácido benzoico como antiséptico, entre otras materias. Salkowski desarrolló un test de determinación de colesterol, que se terminaría denominando «reacción de Salkowski», un método colorimétrico en el que se emplea ácido sulfúrico, que data de 1872.